# マドレーヌ (2003年の映画)
『マドレーヌ』（原題：마들렌）は、2002年制作、2003年公開の韓国映画。行動的な彼女とそれに翻弄される男子学生の恋愛を描いたロマンティック・コメディ。

## ストーリー
大学休学中のジソクはある日、中学時代の同級生で美容師のヒジンと再会する。その後、ヒジンは交際する気の無いジソクに1ヶ月間だけ交際することを提案し、交際が始まる。しかしジソクは、同じ中学時代の同級生で初恋の相手であるソンヘとも再会し、ヒジンとの間ですれ違いが起きる。一方ヒジンは、元彼の子を妊娠していることがわかり、ジソクとの別れを決意する。

## 登場人物

### 主な登場人物
- ジソク（チョ・インソン）：大学を休学し、新聞配達をしながら、小説家になるための勉強をしている
- ヒジン（シン・ミナ）：中学時代からの夢をかなえ、美容師になった。好きなことは何でもやるという行動派。
- ソンヘ（パク・チョンア）：映画学科の大学生。バンドでボーカルをしている。
- ユジョン（カン・レヨン）：ヒジンの友人で、同居人。
- シム・マノ（キム・ソロ）：ジソクの友人の牛乳配達員。
- キム・ジュノ（キム・ソンフン）：ヒジンの元彼。

### その他登場人物
- イ・ミヨン：ヒジンの母
- チェ・ホジン：ユジョンの会社同僚
- キム・ホジン：ユジョンの会社の主任
- キム・ジョンヨン中学時代の担任教師
- カン・ドンギュン：中学の同級生
- アン・ヨンファン：中学の同級生
- ホン・ジミン：中学の同級生
- ソン・チェミン：中学の同級生
- チャンス：ソンヘのバンドのギター・ボーカル
- キム・ヒョンス：ソンヘのバンドのギター
- タクス：ソンヘのバンドのバス
- ティアル：ソンヘのバンドのドラム
- チェ・ヒュジン：産婦人科医師
- ムン・ジソン：美容室職員
- キム・ミンジェ：美容室職員
- イム・ユミ：美容室職員
- チョン・ジェウォン：美容室職員
- チャン・ヌリ：美容室の客
- チュ・ヨンジェ：中学時代のジソク
- カン・ボギョン：中学時代のヒジン
- ハム・ウンジョン：中学時代のソンヘ
- ペク・ポンギ：マノの後任の牛乳配達員

## スタッフ
- 監督：パク・クァンチュン
- 原作・脚本：ソル・ジュンソク
- 撮影：キム・ヨンチョル